# Rock On (canción de David Essex)
«Rock On» es una canción interpretada por el cantautor inglés David Essex. Fue publicada en julio de 1973 como el sencillo principal de su álbum debut del mismo nombre. 

## Escritura y temática
«Rock» fue escrita por el mismo David Essex. Líricamente, la canción rinde homenaje al rock and roll temprano y la subcultura juvenil que lo rodea, y en particular al rebelde de los años cincuenta James Dean. Esta canción hace referencia a «Blue Suede Shoes» de Carl Perkins, y «Summertime Blues» de Eddie Cochran.

## Composición y arreglos
La canción fue compuesta en un compás de 4
4 con un tempo de 80 pulsaciones por minuto y está escrita en la tonalidad de mi mayor. Las voces van desde C♯4 a G♯5. «Rock On» ha sido descrita como una canción de rock and roll, pub rock, glam rock, y rockabilly.
El distintivo arreglo musical minimalista fue ideado por el productor Jeff Wayne después de escuchar la demostración vocal original de Essex:

“«Rock On» me lo demostraron en el estudio después de terminar la sesión del jingle. Y la forma en que David me lo mostró fue que entró al estudio, nuestro ingeniero puso un micrófono y David tomó un bote de basura y comenzó a tocar este pequeño ritmo, así que no había instrumentos. Como no había instrumentos, el ingeniero puso este tipo de eco repetido, y le dio una atmósfera, y en eso me fui a trabajar. Me fui y pensé en la canción y lo atractivo eran los huecos, las ausencias y el estado de ánimo  en la letra también. Y entonces tuve la idea de que no habría nada en él que tocara un acorde, por eso no hay teclados, no hay guitarras, no hay nada que toque un acorde”.

## Lista de canciones
Todas las canciones escritas y compuestas por David Essex.
1. «Rock On» – 3:13
2. «On snd On» – 2:51

## Certificaciones y ventas
| País                  | Certificación | Ventas    |
| --------------------- | ------------- | --------- |
| Estados Unidos (RIAA) | Oro           | 1 000 000 |
| Reino Unido (BPI)     | Plata         | 250 000   |